# Unterach am Attersee
Unterach am Attersee is een gemeente in de Oostenrijkse deelstaat Opper-Oostenrijk, gelegen in het district Vöcklabruck. De gemeente heeft ongeveer 1500 inwoners.

## Geografie
Unterach am Attersee heeft een oppervlakte van 26,02 km². De gemeente ligt in het zuidwesten van de deelstaat Opper-Oostenrijk. Het ligt ten noordoosten van de deelstaat Salzburg en ten zuiden van de grens met Duitsland.

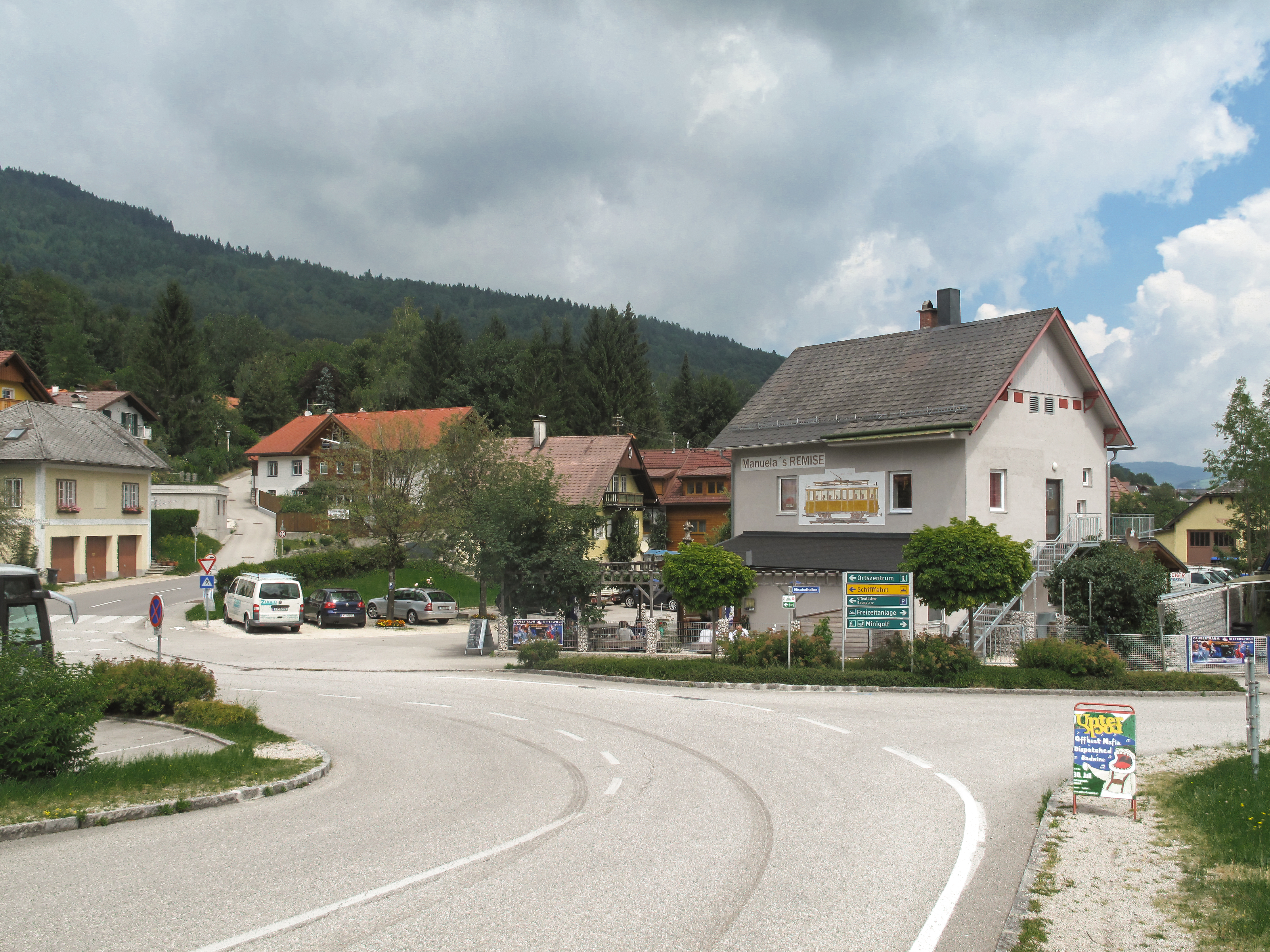
Unterach, straatzicht

- Gemeinsame Normdatei: 4315141-3
- Virtual International Authority File: 237399185